# حکومت بریتانیا در برمه
حکومت بریتانیا در برمه از سال ۱۸۲۴ مقارن با جنگ‌های انگلیس-برمه تا سال ۱۹۴۸ هنگام استقلال برمه به طول انجامید. آغاز حکومت بریتانیا با وقوع اولین جنگ از جنگ‌های انگلیس-برمه شروع شد، پس از آن برمه به عنوان استانی از هند بریتانیا تحت سلطه بریتانیا بود. برمه متعاقب مدت زمانی که به عنوان مستعمره مستقل اداره می‌شد در نهایت در سال ۱۹۴۸ از بریتانیا مستقل شد.

بخش‌های مختلف سرزمین‌های برمه از جمله آراکان و تناسریم پس از پیروزی بریتانیا در جنگ اول انگلیس و برمه به اشغال درآمد. در سال ۱۸۵۲ و پس از جنگ دوم انگلیس-برمه بود که برمه سفلی اشغال و ضمیمه خاک بریتانیا شد. این سرزمین‌ها در سال ۱۸۶۲ به عنوان استان‌جزئی و زیرمجموعه هند بریتانیا شناخته شدند. برمه علیا پس از جنگ سوم اشغال شد و استان برمه به عنوان یکی از استان‌های اصلی هند بریتانیا رسماً در سال ۱۸۹۷ تشکیل شد.

با توجه به نقش اساسی اهالی اسکاتلند در استعمار و اداره برمه، در بعضی از مواقع از برمه به عنوان مستعمره اسکاتلند نیز یاد می‌شود.